# Myst V: End of Ages
『Myst V: End of Ages』（ミストファイブ エンドオブエイジス）は、MYSTシリーズの第5作目にして完結編。米国にて2005年9月20日に発売され、日本語ローカライズ版も同月22日に発売された。開発はCyan Worlds、発売元はユービーアイソフト。日本語版は当初ライブドアより販売されたが、同社がゲームブランドを廃止することに伴い、後にフロンティアグルーヴより他のミストシリーズと共に再発売された。

## 概要
ミストシリーズでは従来、プリレンダリングCGによって画面表示を行っていたが（URU・RealMYSTを除く）、本作では1人称視点のリアルタイムレンダリング3Dになった。移動場所を固定せず自由に歩き回ることが出来るほか、移動場所固定の従来のMYST的な操作ができるモードも備えている。
登場人物もリアルタイム3Dで描写され、モーションキャプチャによる四肢の動きの表現、人間の顔の表情をキャプチャして取り込む「face over」テクノロジ等を採用することで、リアルな人物描写を実現している。
また、本作ではゲーム内に登場する“石版”にマウス等で記号を描写することにより、ゲーム進行に作用させるというインタラクティブな要素を盛り込んでいるのも特徴である。

## ストーリー
『Myst V』は、時系列的には、『MYST』の外伝的存在である『Uru: Ages Beyond Myst』の後になるが、シリーズの正統な続編に位置づけられている。

## 時代
ノロベン(Noloben)
海岸の時代。エッシャーの研究室がある。
トーデルメア(Todelmer)
巨大な天体上に位置する闇の時代。天文研究所が設置されている。
ラキアーン(Laki'ahn)
砂に覆われた南国の時代。闘技場がある。
ターギラ(Tahgira)
雪と氷に覆われた時代。かつて牢獄の時代として使用された。
ディレボ(Direbo)
ドニと、各時代をつなぐハブとなる時代。
ミスト(Myst)
初代で探索したミスト島。現在は見る影も無く荒れ果てている。